# Karislojo kyrka
Karislojo kyrka är en stenkyrka i Karislojo i Lojo stad som var designad av arkitekt Jean Wik. Byggandet av kyrkan slutfördes år 1860. Kyrkan ligger på åsen i Karislojo kyrkby och man kan se kyrkan från sjön Puujärvi samt från Lojo sjö. Carl Ludvig Engel gjorde också ritningar på kyrkan men det var Wiks plan som man använde för kyrkan.
Karislojo kyrka används av Karislojo regionförsamling som tillhör Lojo församling.

## Historia och arkitektur
Karislojo kapell bildades i slutet av medeltiden av delar av Karis och Lojo kyrksocknar. Det nämns första gången år 1532 men är otvivelaktigt av medeltida ursprung.
Karislojo kyrka är en långhuskyrka byggd av gråsten med kyrktorn. Budget för kyrkan var 15 345 rubel och 70 kopek. Kyrkan användes i 110 år tills blixten slog ner och antände hela kyrkan. Karislojo kyrka brann ned den 21 september 1970. Bara stenväggar och några objekt, liksom altartavlan av Alexandra Ståltin, en ljuskrona, små tavlor, monstrans och kandelabrar designad av Maija af Ursin och smidda av den lokale smeden Sillanpää, räddades från elden.
År 1987 krävde Museiverket att kyrkoruinerna skulle skyddas bättre för att förhindra förfall. Pioneerskolan från Villmanstrand ville spränga kyrkoruiner som övning men Museiverket lät inte skolan att göra det. År 1989 började olika välgörenhetsevenemang för att samla in pengar för kyrkans återuppbyggnad. Ett taket byggdes för kyrkan som var nära att kollapsa år 1990. Biskopen från Helsingfors stift Eero Huovinen invigde Karislojo kyrkan åter på sommaren 1991.

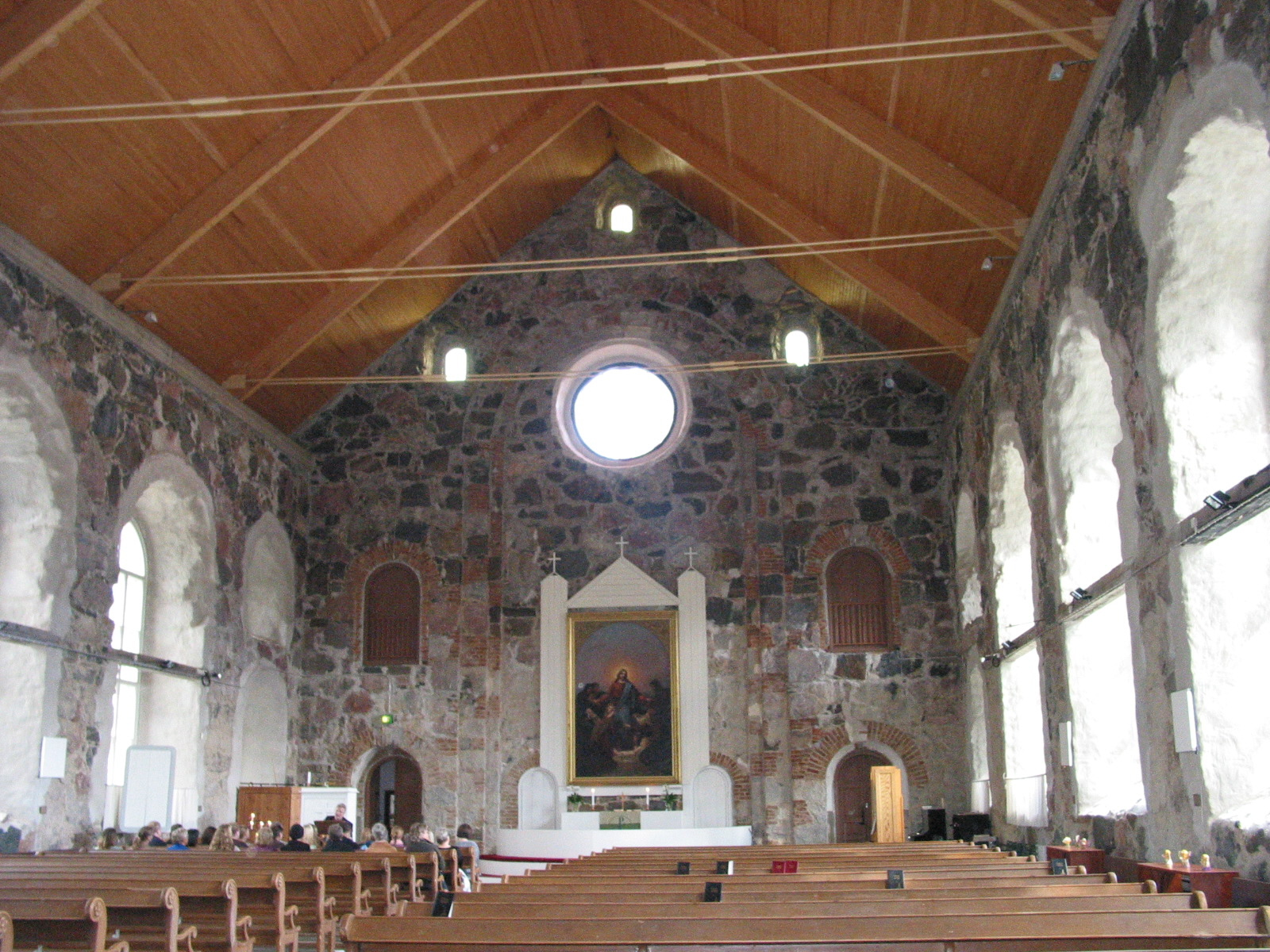
Kyrksalen i Karislojo kyrka

På 1990-talet reparerades kyrkan så småningom med hjälp av donationsfonder. Den nya kyrktornet byggdes i tre delar och tornet slutfördes år 1995.
Karislojo hade tidigare en kyrkobyggnad i i Pappilanniemi vid Lojo sjö, byggd 1467. Kyrkorna som byggdes 1647 och 1745 var på Heliga Korsets kyrkogård. Det finns ett monument för dem på platsen.

### Glaskyrkan
År 1977 byggdes den så kallade glaskyrkan som fungerade som församlingshus och kyrka när Karislojo stenkyrka inte kunde används bredvid Karislojo kyrka. Glaskyrkan är designad av arkitekterna Paavo Mänttäri och Sakari Laitinen.

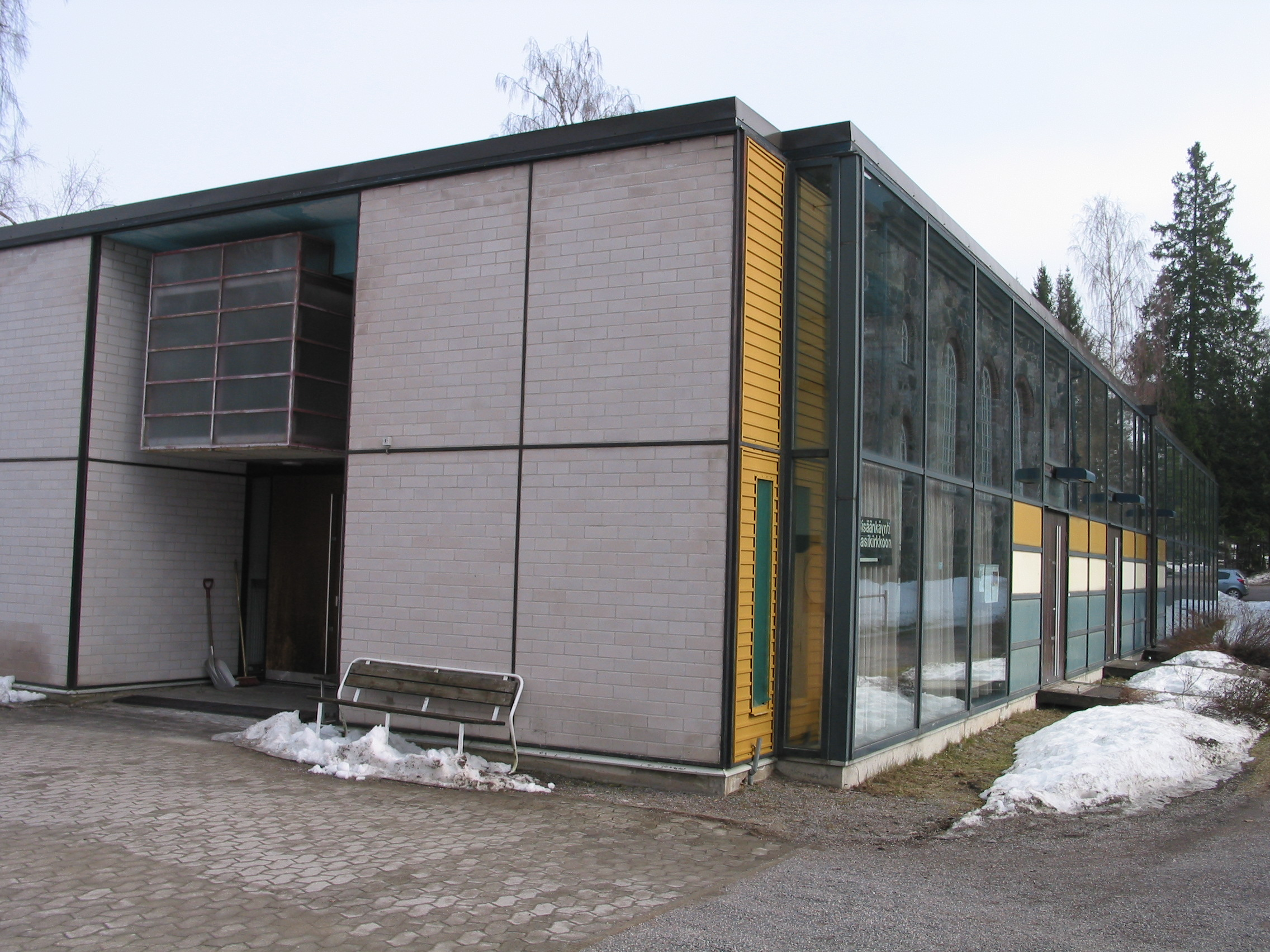
Glaskyrkan.
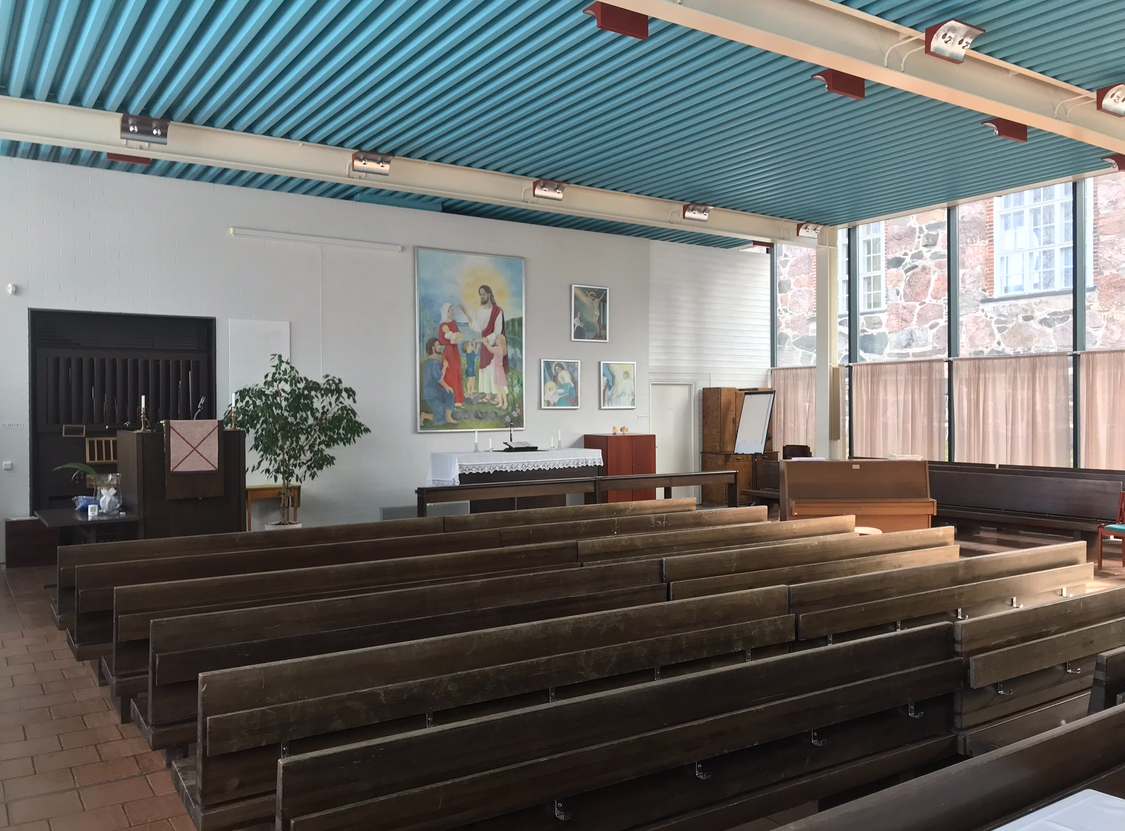
Kyrkosalen i Glaskyrkan.
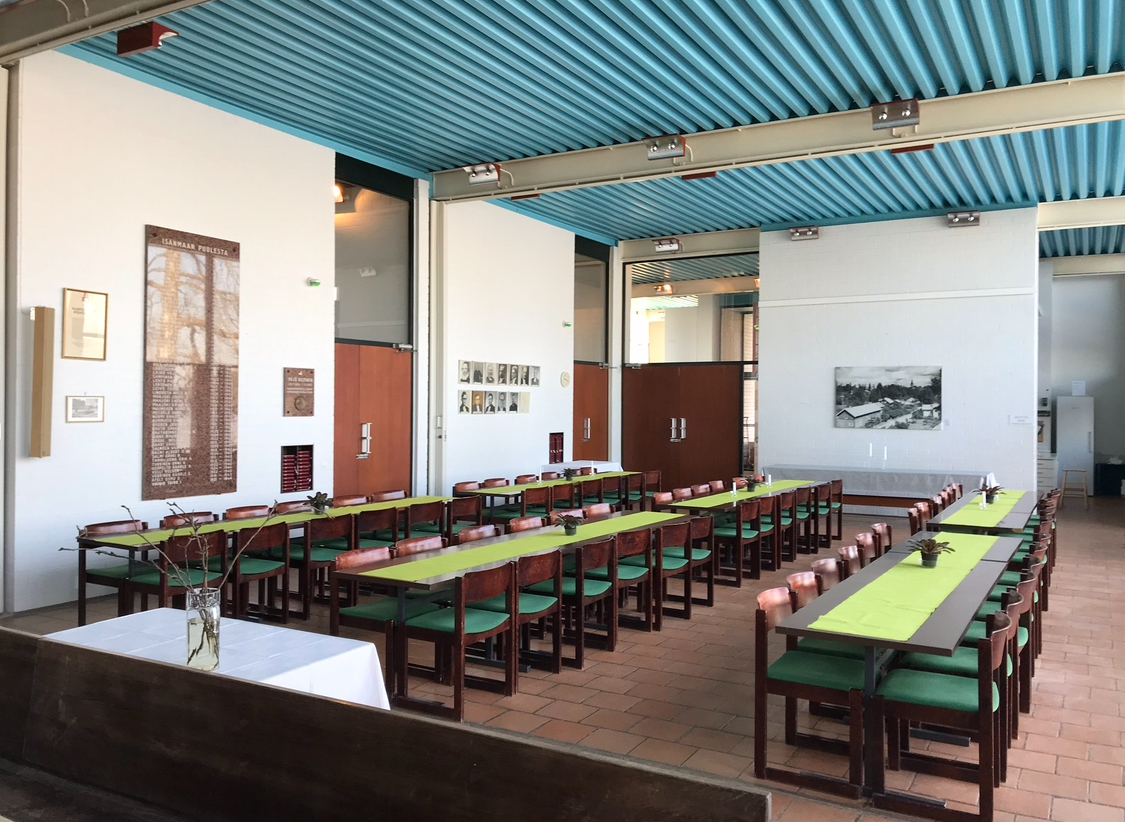
Församlingssalen i Glaskyrkan.

## Inventarier
Votivskeppet Adele donerades till Karislojo församling av Karl Immonen. I skeppet finns 1999 brev som ska tas ut ur skeppet efter 50 år och skickas till adresser som står på breven. Skeppet kallas Adele efter hälsosyskon Adele som kom till Karislojo år 1934.

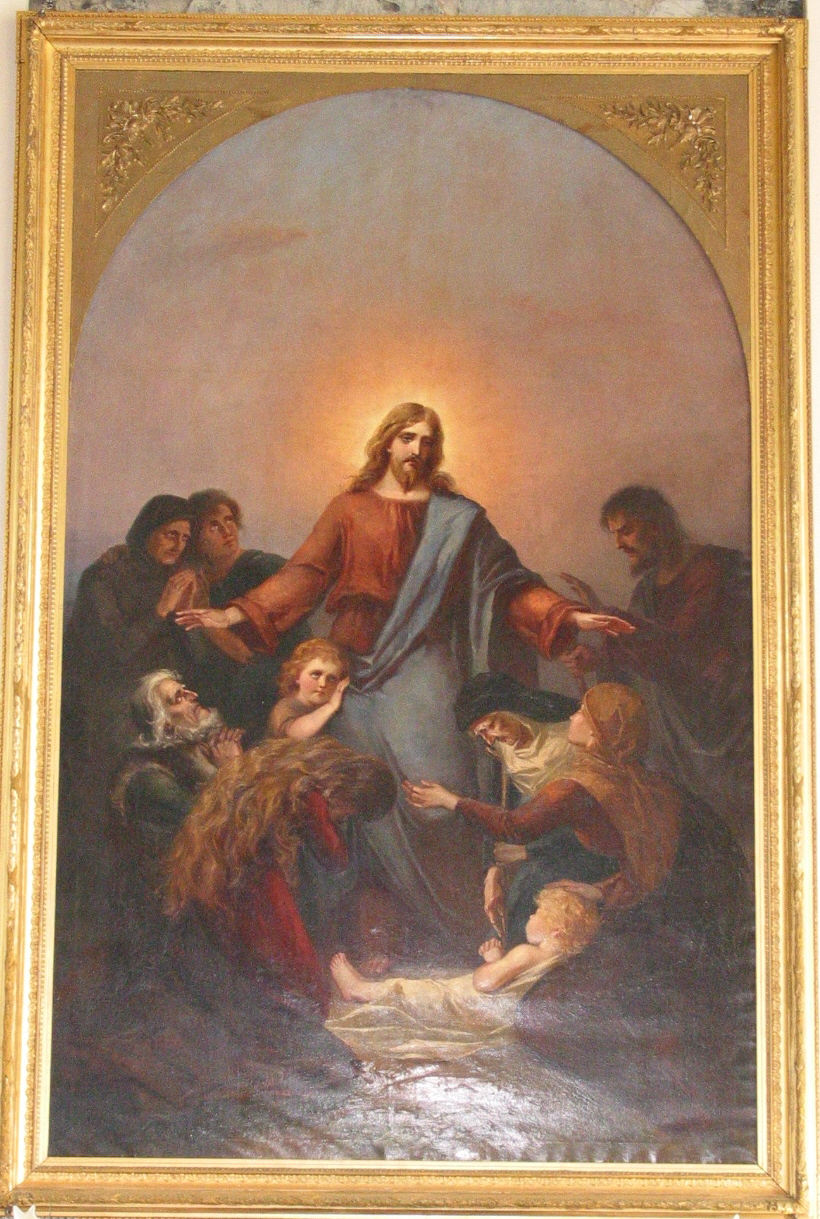
Altartavlan av Alexandra Ståltin

Karislojo församling fick låna kyrkklockor åren 1970–1977 från före detta Sockenbackas bykyrka. Kyrkan har digitalorgel.